# 芬兰国家档案馆

芬兰国家档案馆主楼

芬兰国家档案馆（芬蘭語：Kansallisarkisto）是隶属于芬兰教育文化部之下的政府机构，负责存放芬兰境内的官方文档。之前国家档案馆和七个地方档案馆一起组成芬兰档案局，但在2017年地方档案馆改编为国家档案馆的一部分，并取消了旧的芬兰档案局的组织机构。
国家档案馆的任务为确保属于国家文化遗产的官方文档得以保存，作为从事档案工作的专门机构，促进属于国家文化遗产的私人文档的保存，以及收购这些私人文档到馆藏中。
国家档案馆也是芬兰的纹章学方面的专门政府机构。该机构批准芬兰政府、市镇及教会使用的纹章和各政府机构的印章以及诸如游艇和军队各部门的旗帜。国家档案馆的图书馆是芬兰档案、纹章和印记方面的专业图书馆。国家图书馆为个人、团体及政府部门提供其专业事务的指导服务。